# Ekološka nesreča v Ajki
Ekološka nesreča v mestu Ajka na Madžarskem se je pripetila 4. oktobra 2010, ko je popustil zbiralnik odpadnih snovi iz bližnje tovarne aluminija; posledično se je po naselju in okolici razlila strupena snov, ki je vstopila tudi v vodni sistem ter porečje in samo Donavo. 

## Kronologija nesreče
Do nesreče je prišlo zaradi poškodovanega rezervoarja v tovarni aluminija Ajka v vasi Kolontar. Izteklo je 800.000 m³ strupenega blata – odpadne gošče, ki je v trenutku zalilo približno 300 m × 500 m površine v neposredni bližini tovarne, ponekod celo v višini 2 m poplavnega vala. Vasi Kolontar in Devecser sta bili povsem uničeni.
Zastrupljenih je najmanj 40 km2 površine, nekatere reke pa so označili za »mrtve«. 
Rdeče blato je ob izlitju s seboj nosilo avtomobile, rušilo mostove in hiše. Nesreča je zahtevala 9 smrtnih žrtev, več kot 150 ljudi je bilo poškodovanih. Uničenih je bilo najmanj 400 hiš, obdelovalne površine so bile v celoti uničene. 
Rdeče blato, ki se je izteklo v potok Torno in v reko Marcal, je pomorilo ribe in skoraj vsa živa bitja. Doseglo je tudi reko Donavo, vendar trenutni rezultati preiskav ne potrjujejo škodljivih vplivov za človeka. Onesnažila so dosegla tudi podtalnico, ki se na tem območju nahaja že na globini treh metrov. 
Evakuacija prebivalstva najbolj ogroženih območij se je začela 9. oktobra 2010, saj razmere po katastrofi niso bile več primerne za življenje. Oblasti so zaradi razlitja strupene snovi v treh okrožjih Veszprem, Gyor-Moson- Sopron in Vas, razglasile izredne razmere.
Sporno ob vsem tem je, da so madžarske oblasti svetovno javnost o dogodku obvestile šele 5. oktobra 2010.

### Rdeče blato
Rdeče blato (gošča) nastane kot stranski produkt pri proizvodnji aluminija iz boksita po postopku BAYER. Odpadna gošča vsebuje strupene soli težkih kovin, ki je ob zaužitju smrtonosna. Značilna rdeča  barva nastaja zaradi vsebnosti hidriranega železovega (III) oksida, ki je glavna sestavina rdečega blata. Gre za zelo alkalno, gosto tekočino, ki se hrani na prostem v velikih bazenih, ribnikih. 
Za razliko od ostalih stranskih produktov rudarske jalovine, rdeče blato sicer ne vsebuje zelo visokih vrednosti težkih kovin, pa vendar še vedno sedemkrat več, kot je predpisan normativ vsebnosti normalnih tal. 
V primeru dotika povzroča opekline in poškoduje oči, ni pa sicer radioaktivna in ne vsebuje cianida.

#### Sestava rdečega blata
- 40-45 % Fe2O3 (železov(III)-oksid), ki daje značilno rdečo barvo
- 10-15 % Al2O3  (aluminijev-oksid)
- 10-15 % SiO2 (silicijev-dioksid) natrijev in kalcijev-aluminijevi silikat
- 6-10 % CaO (kalcijev-oksid)
- 4-5 % TiO2 (titanov-dioksid)
- 5-6 % Na2O (natrijev-oksid )

#### Dogodki po nesreči
Organizacija Greenpeace na Madžarskem je v dveh laboratorijih opravila testiranja vzorcev, z onesnaženega območja Kolontáron. Rezultati so šokirali madžarsko javnost, saj so odkrili "visoke" vrednosti arzena (110 mg/kg), živega srebra (1,3 mg/kg) in kroma (660 mg/kg). Koncentracija arzena je bila 25-krat večja od dovoljene za pitno vodo. Drugih nevarnih snovi testiranja niso odkrila. Organizacija Greenpeace je predlagala, da se omeji uporaba pitne vode in zahteva sanacijo onesnaženega območja z mednarodno pomočjo.

## Sanacija
Pri odpravi posledic nesreče je od prvega dne pomagalo na stotine reševalcev, strokovnjakov, vojakov in policistov. 
Prve predlogi sanacije so vključevali postopke odvoza onesnažene zemlje (blato in najmanj 20 cm zemlje izkopa), na novo pa bi morali navoziti skoraj 8 milijonov m³ prsti. 
Reševalci so v reko Marcal zlivali kalcijev in magnezijev nitrat, ki naj bi nase vezala nevarne kemikalije. S tem so nameravali zajeziti nadaljnje onesnaževanje vode in rodovitne zemlje. 

## Mednarodna pomoč
Prvi je ponudil finančno pomoč madžarski rojak George Soros – izseljenec v ZDA in sicer je prispeval 1 milijon dolarjev denarne pomoči. Pomoč je poslal tudi italijanski Madžar George Pataki . 
Madžarska Karitas je pričela z zbiranjem prispevkov za prebivalce ogroženih območij in tudi Rdeči križ je s pomočjo madžarske televizije in radia pričel z zbiranjem prispevkov ter drugih oblik pomoči. MKB Veszprem KC 2010 je organiziral posebno tombolo. Zbrana sredstva so namenili članom rokometnega kluba iz kraja Devecseri. 

## Preiskava o vzrokih in odgovornostih za nesrečo
Nacionalni preiskovalni urad (NBI) je uvedel preiskavo o vzrokih in morebitnih krivcih za nastalo ekološko nesrečo. Očitana so bila kazniva dejanja (neprofesionalno vodenje in neodgovornost, povzročitve smrti zaradi malomarnosti). 11. oktobra 2010 je policija pridržala izvršnega direktorja tovarne MAL Zoltána Bakonyija, toda dva dni kasneje je bil izpuščen na prostost zaradi pomanjkanja dokazov. Tožilstvo je že podalo pritožbo na odločbo, policija pa je prav tako nadaljevala z obsežno preiskavo dogodkov nesreče.
Bakonyi in njegov takratni namestnik sta bila leta 2019 zaradi odgovornosti za nesrečo obsojena na zaporne kazni.